# 名護サーキット
名護サーキット(なごサーキット)は、かつて沖縄県名護市にあったサーキット場。2014年9月に閉鎖された。

## 概要
日本最南端のサーキットであり、車種は四輪、二輪、カートなど幅広く競技が可能である。このサーキットの最大の特徴は、コースの形成が自由であるという点である。サーキット設備はアスファルトの広場となっており、これに可動式の柵を展開させることでコースを自由に作成することができる。